# Museo de la Gendarmeria y del Cine de Saint-Tropez
El museo de la Gendarmería y del Cine de Saint-Tropez es un museo situado en Saint-Tropez, en el departamento de Var, en Francia. Su tema es la vinculación del edificio con la gendarmería, el cine, y la relación entre Saint-Tropez y el cine.

## Historia
El edificio, situado en la plaza Blanqui, que lleva el nombre del revolucionario socialista, fue sede de la brigada de la gendarmería de Saint-Tropez desde 1879 hasta 2003. La idea de un museo apareció en 2012. La apertura prevista inicialmente para 2015, se realizó en junio de 2016. El presupuesto inicial fue de 1,9 millón de euros. 
El museo fue realizado por el Atelier de los Charrons, una sociedad estefanesa seleccionada por concurso, bajo la dirección de la conservadora Gwenaëlle Van Butsele.

## El museo
Está diseñado como un lugar interactivo y participativo con salas totalmente recreadas como en aquellos tiempos, donde se pueden abrir los cajones, escribir a máquina y sentarse en un automóvil de época.

### Planta baja
Esta parte alberga la entrada del museo y su recepción, con las cajas y la tienda.
Un sala permite exposiciones temporales. Desde la inauguración. los temas han sido Brigitte Bardot (2017), De los animales y de las stars (2018) con fotografías de Edward Quinn, y Johnny Hallyday (2019).

### Primer piso
El espacio nº 1 propone una historia del cuerpo de gendarmería de Saint-Tropez, su evolución y la historia del edificio, en relación con la hexalogía de películas de El gendarme de Saint-Tropez.

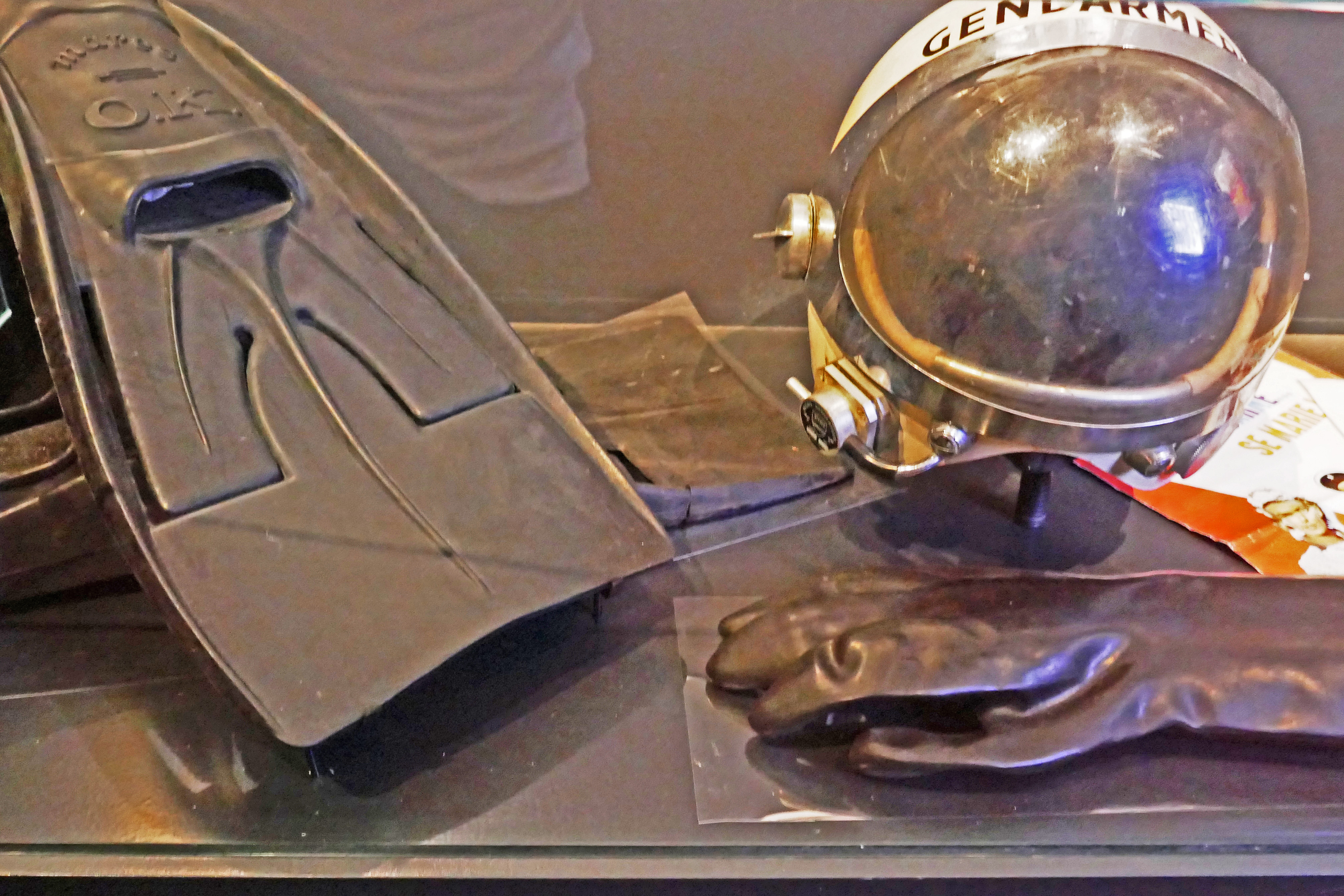
Casco de buceo, guantes y patas de rana utilizados por Louis de Funès en El Gendarme se casa.
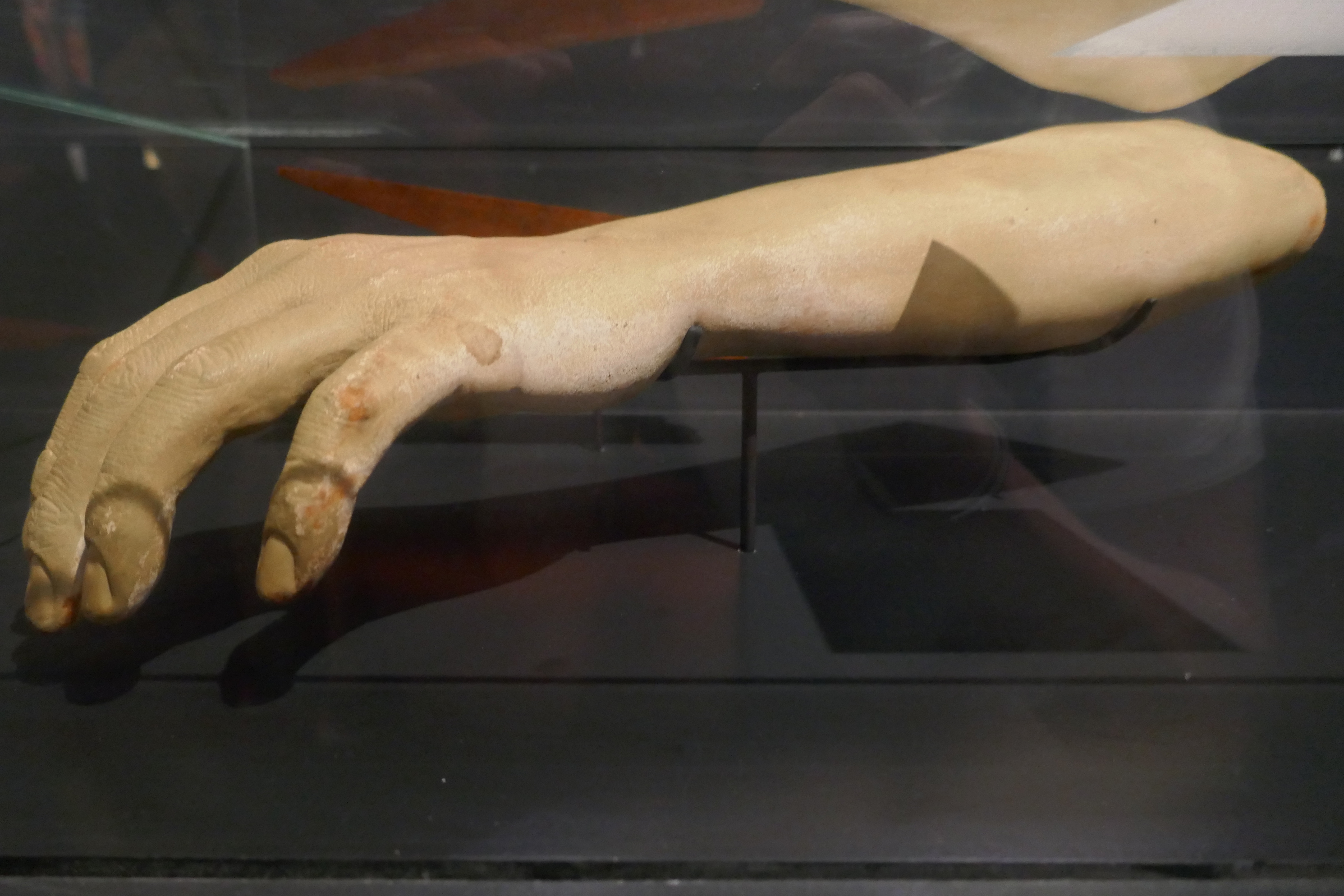
Brazo en silicona utilizado en los efectos especiales en El Gendarme y los Extra-terrestres.
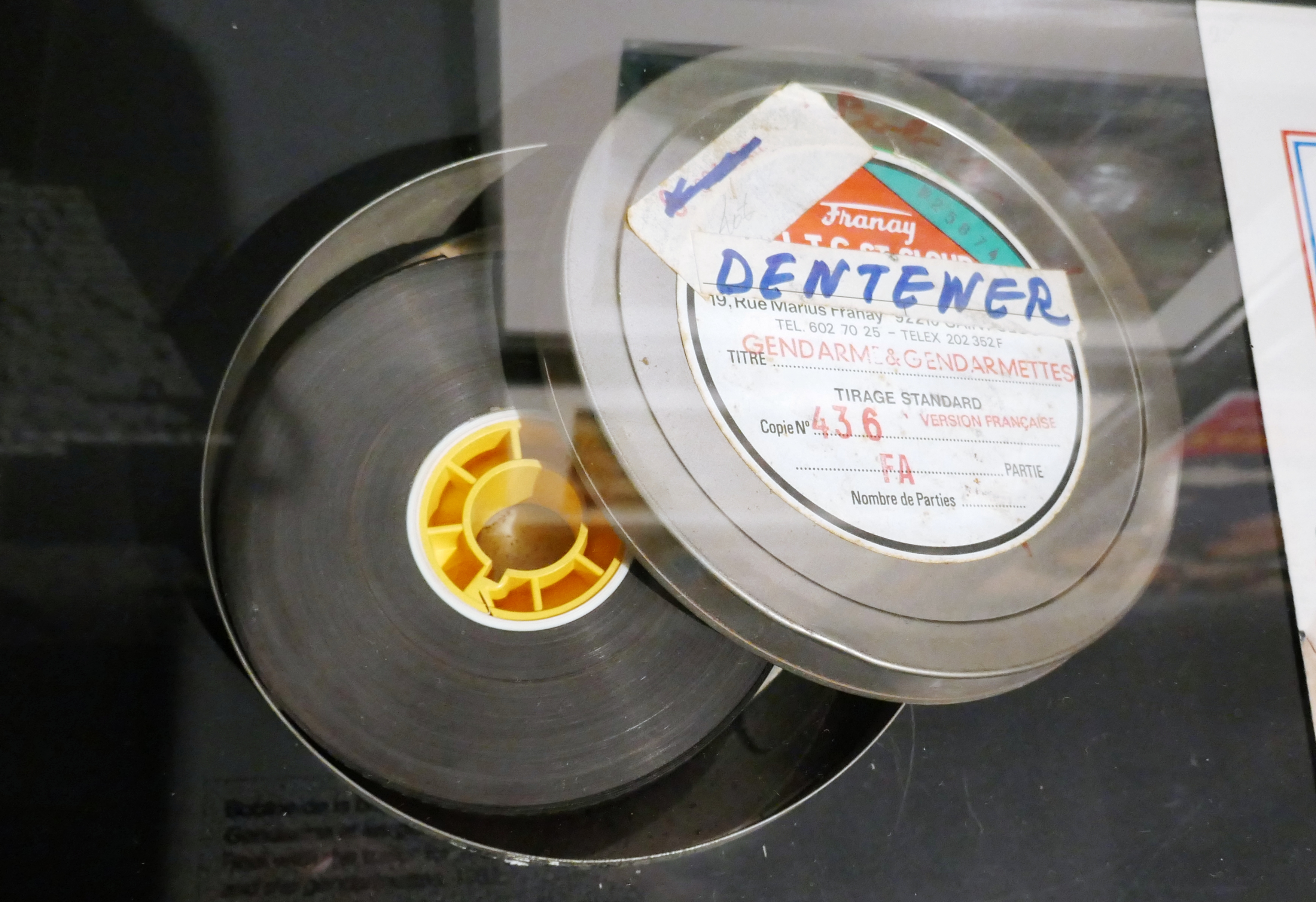
Bobina de la publicidad de la película El Gendarme y los Gendarmettes.

El Espacio 2 introduce al visitante en la historia del cine de Saint-Tropez y de la región.
El espacio n.º 3 está enteramente dedicado a las películas de El gendarme de Saint-Tropez y a su actor principal, Louis de Funès.
El último espacio (n.º 4) está dedicado a las diferentes profesiones del cine.

### Segundo piso
El primer espacio tiene como tema «Saint-Tropez, un lugar de vacaciones», con la reconstrucción de un tramo de la Route Nationale 7.
El segundo espacio evoca el enfoque cultural y festivo del cine en Saint-Tropez.
El tercer espacio está dedicado a Saint-Tropez como lugar de moda.
El espacio nº 4 es una reproducción de un camerino y rinde homenaje a las actrices.

## Colecciones
Las colecciones del museo fueron adquiridas o prestadas por coleccionistas privados (como la ACSPMG, Association des Collectionneurs Pour la Sauvegarde du Patrimoine de la Maréchaussée à la Gendarmerie), presidida por Nicolas Molino, conservador de las colecciones, y de instituciones como los Archivos de Vincennes, la Cinemateca Francesa, el Instituto Lumière y la Sociedad Nueva de Cinematografía (SNC), la sociedad productora de las seis películas de El gendarme de Saint-Tropez. Para la creación del museo se constituyeron colecciones con entrevistas inéditas de actores o personas presentes en los platós de cine de Saint-Tropez.

## Acontecimientos
Una estatua de bronce de Brigitte Bardot de 2,5 metros de altura y 700 kilos de peso se instaló frente a la entrada del cine en la plaza Blanqui en 2017, un año después de la apertura del museo, con motivo del 83 cumpleaños de la actriz.
En 2018 se organizó una proyección al aire libre de la versión restaurada de la película El gendarme de Saint-Tropez.